# Skender Pascià
Mihaloğlu Iskender Pasha (in serbo-croato Skender-Paša Mihajlović; meglio noto come Skender Pasha; ... – novembre 1504) è stato un politico e militare ottomano, tre volte sanjak-bey di Bosnia sotto due sultani.

## Biografia
Skender Pasha, insieme al fratello Ali, era figlio di Hizir Bey e un membro della famiglia Mihaloğlu, che dichiarava di discendere da Köse Mihal, uno dei luogotenenti del primo sultano ottomano, Osman I.
Nel 1476 Skender fu uno dei luogotenenti di suoi fratello, sanjak-bey di Smederevo, nella sua campagna contro gli ungheresi di Temesvár, al di là del Danubio. Malgrado l'esercito di 5 000 spahi, gli ottomani furono massacrati e gli ufficiali riuscirono a salvarsi solo guadando il fiume su una zattera, perdendo nel mentre anche i prigionieri ungheresi tenuti a Nadela.
Ciononostante, Skender fu nominato sanjak-bey di Bosnia per tre volte, la prima da Mehmed II (1478-1480), e le altre due da Bayezid II (1485–1491 e 1499–1504). Nel 1499 conquistò la Dalmazia Veneta, ma nel 1501 fallì l'assedio di Jajce, difesa da Giovanni Corvino. Nel 1500 fondò una tekke Naqshbandi a Sarajevo.
Morì nel novembre 1504.

## Famiglia
Skender Pasha aveva almeno due figli e una figlia:
- Hürrem Pasha, beylerbey di Damasco e Karaman;
- Mustafa Pasha;
- Muhsine Hatun, che sposò Pargali Ibrahim Pasha, ex schiavo della famiglia Skender e divenuto poi Gran Visir del sultano Solimano I. Ebbero un figlio, Mehmed Şah Bey.